# Prefectura Ōita
Prefectura Ōita (大分県 Ōita-ken?) este una din prefecturile din Japonia.

## Geografie

Harta prefecturii Oita

### Municipii
Prefectura cuprinde 14 localități cu statut de municipiu (市):
| - Beppu - Bungoōno - Bungotakada - Hita | - Kitsuki - Kunisaki - Nakatsu - Ōita (centrul prefectural) | - Saiki - Taketa - Tsukumi | - Usa - Usuki - Yufu |